# تشارلز فلويد هاتشر
تشارلز فلويد هاتشر (بالإنجليزية: Charles Floyd Hatcher)‏ هو محامي وسياسي أمريكي، ولد في 1 يوليو 1939 في الولايات المتحدة. حزبياً، نشط في الحزب الديمقراطي. في انتخابات مجلس النواب الأمريكي 1990 ‏، انتخب عضو مجلس النواب الأمريكي عن دائرة Georgia's 2nd congressional district ‏ وقد انضم خلال فترته النيابية ‏ (3 يناير 1991 – 3 يناير 1993)  للكتلة البرلمانية الحزب الديمقراطي وانتخب عضو مجلس نواب جورجيا وانتخب عضو مجلس النواب الأمريكي.